# Molekylær geometri
Molekylær geometri er den tredimensionelle placering af atomer i et molekyle. Det inkluderer molekylets generelle form samt bindingslængde, bindingsvinkel, torstionsvinkel og andre geometriske parametre, der bestemmer placeringen af hvert atom.
Mlekylær geometri har indflydelse på en række forskellige egenskaber inklusive reaktivitet, polaritet, fase, farve, magnetisme og biologisk aktivitet. Vinklerne imellem bindingerne i et atom afhænger kun lidt af resten af molekylet, hvilket vil sige, at de kan forstås som lokale og deres egenskaber kan derfor overføres til andre steder og molekyler med samme geometri.